# Вревский, Михаил Степанович
Михаи́л Степа́нович Вре́вский (31 января [12 февраля] 1871, Псковская губерния — 29 мая 1929, Ленинград) — русский советский физикохимик, профессор, член-корреспондент АН СССР (1929). Законы М. С. Вревского явились существенным вкладом в развитие химической термодинамики и теории растворов.

## Биография
Родился 31 января (12 февраля) 1871 года в сельце Голубово в Островском уезде Псковской губернии) и был крещён в Храме во имя Св. Николая Чудотворца Вревского погоста. Его отец, Степан Борисович (1843—1901) был известным земским деятелем, а мать — преподавателем в сельской школе.
С 1883 года учился в гимназии при лютеранской церкви Св. Анны в Санкт-Петербурге; в 1891 году поступил на физико-математический факультет Санкт-Петербургского университета. После окончания университета в 1896 году был призван на военную службу; через год вернулся в университет и стал личным ассистентом профессора Д. П. Коновалова. Получив в 1901 году малую премию А. М. Бутлерова за статьи по теории растворов, был командирован на летний семестр того же года на стажировку в Париж — в лабораторию Ле-Шателье, для изучения методов измерения высоких температур. Вернувшись на родину, продолжил работы в области водно‑спиртовых растворов солей, но вскоре покинул университет из‑за смерти отца. В 1904 году вернулся в университет и продолжил исследования, но был мобилизован из‑за начавшейся русско‑японской войны. После демобилизации вернулся в Петербург и продолжил прерванную в 1901 году работу «Упругость пара водно‑спиртовых растворов». В 1903 году защитил магистерскую диссертацию «Упругость и состав пара водных растворов метилового, этилового и прошшового спиртов».
В 1912 году за работу «Упругость пара водно-спиртовых растворов» стал лауреатом премии Н. Н. Зинина и А. А. Воскресенского. В 1913 году в качестве приват-доцента начал читать лекции в университете: курс «Учение о растворах», а также, в 1913—1919 годах — курс «Физическая химия». В 1913–1916 годах вместе с учениками работал в области термохимии и тензиметрии бинарных растворов; полученный материал стал основой его докторской диссертации «Изучение растворов при различных температурах». С 1916 года, после защиты докторской диссертации «Изучение растворов при их различных температурах» — ординарный профессор физической химии Петроградского университета.
До 1919 года оставался в Петербурге, голодал, болел от истощения, но написал ряд новых работ. Затем, до 1921 года был профессором Кубанского политехнического института в Краснодаре, затем вернулся в Петроград и вновь преподавал в университете (в 1926—1927 годах «Общий курс физической химии»). Был также заведующим химическим отделением научно-исследовательского института им П. Ф. Лесгафта.
В 1924 году принял от Коновалова, бывшего в то время президентом Главной палаты мер и весов, задание провести критический пересмотр экспериментального материала по определению свойств водно‑спиртовых растворов и математической обработки этих данных. Работа завершилась официальным принятием в 1927 году спиртометрических таблиц Главной палаты мер и весов: Таблицы удельных весов водных растворов спирта для температур от 0 до 30° по стоградусной шкале, составленные Главной палатой мер и весов в 1925 г. Центр упр. печати и пропаганды ВСНХ. — М.—Л., 1925. — С. 8; Главная палата мер и весов, № 43.
В последние годы жизни активно разрабатывал теорию бинарных растворов. В 1927–1928 годах опубликовал ряд работ по экспериментальному и теоретическому исследованию испарения бинарных растворов. Был избран 31 января 1929 года членом-корреспондентом Академии наук СССР по отделению физико-математических наук (по разряду химических наук). За совокупность работ по теории растворов был удостоен премии имени В. И. Ленина, учреждённой Комитетом по химизации народного хозяйства Союза ССР (1929).
Умер 29 мая 1929 года в Ленинграде, похоронен на Новодевичьем кладбище.

## Награды
- Лауреат премии А. М. Бутлерова (1901)
- Лауреат премии Н. Н. Зинина и А. А. Воскресенского (1912)
- Премия имени В. И. Ленина (1929)

## Адреса в Санкт-Петербурге
- 18-я линия В.О., д. 9[6]
- Университетская набережная, 7—9[7]